# Aum Shinrikyō
Aum Shinrikyō (オウム真理教?, Oumu Shinrikyō, in cui Aum è la romanizzazione giapponese della sacra sillaba sanscrita Oṃ e Shinrikyō lo è dei tre kanji il cui significato è "insegnamento della verità") era il nome di un nuovo movimento religioso giapponese caratterizzato da una sorta di sincretismo tra elementi di buddhismo, induismo, tradizione religiosa popolare giapponese ed esoterismo cristiano. Si è imposto all'attenzione pubblica mondiale per le stragi e altri crimini perpetrati da alcuni dei suoi membri.

## Storia
Il movimento venne fondato nel 1987 da Shōkō Asahara, e divenne noto in tutto il mondo in seguito alla strage nella metropolitana di Tokyo del 20 marzo 1995. La strage fu causata da alcuni membri del gruppo che dispersero gas letale sarin nei sotterranei della metropolitana, uccidendo 13 persone e intossicandone circa 6 200. Asahara fu condannato a morte per impiccagione il 28 febbraio 2004, altri dodici membri del movimento coinvolti nell'attacco terroristico e/o in altri crimini furono condannati a morte. Le impiccagioni di Asahara e di altri sei membri del movimento avvennero il 6 luglio 2018 e furono le prime esecuzioni dei suddetti condannati a morte.
Si stima che nel 1995 il gruppo contasse circa 9 000 membri in Giappone e 40 000 in tutto il mondo. Nel gennaio del 2000 il gruppo prese le distanze da Asahara e cambiò nome in Aleph - la prima lettera dell'alfabeto ebraico - per rassicurare la popolazione giapponese che la nuova versione del movimento non era pericolosa; in seguito si formarono altri due gruppi collegati ad Aum Shinrikyo. Secondo quanto riportato dalla stampa, nel periodo in cui ebbero luogo le esecuzioni di Asahara e degli altri sei aderenti all'Aum Shinrikyo, vi erano in totale 1 650 membri in Giappone e 460 in Russia facenti parte di questi tre gruppi.

## Dottrina
La dottrina di Aum unisce citazioni tratte sia dal Canone pāli del Buddhismo Theravada che da altri testi religiosi, compreso un discreto numero di sutra del Buddhismo tibetano, alcuni sutra Hindu, e alcuni testi taoisti riferibili a culti millenaristici e a visioni apocalittiche.
Alcuni studiosi dei nuovi movimenti religiosi hanno interpretato la dottrina di Aum come una sintesi di varie tradizioni, deducendo ciò dal fatto che la divinità primaria a cui sono devoti i suoi seguaci prende il nome Shiva, il deva che nell'induismo simboleggia il potere della distruzione. In questa dottrina, Shiva viene menzionato, assieme alle profezie di Nostradamus, in alcuni libri e discorsi di Shoko Asahara. Lo stesso fondatore definisce 'Verità' la dottrina Aum, obiettando che "... pur seguendo le diverse scuole buddiste e di dottrina yogi percorsi diversi, il risultato che l'adepto ottiene è lo stesso, insistendo sul fatto che le principali religioni mondiali siano strettamente collegate fra loro. Secondo il suo punto di vista, la 'vera religione' non dovrebbe solo mostrare la via, ma anche condurre alla destinazione finale, ciò che il suo gruppo definisce come, 'Realizzazione definitiva'".
Secondo Aum questo percorso conduce a un gran numero di "piccole illuminazioni" che portano la coscienza di chi lo pratica, a uno stadio superiore, rendendoli persone migliori e più intelligenti. Dato che Asahara riteneva che il percorso buddista fosse quello più efficace in questo senso, decise di basarsi sulle predicazioni del primo Buddha Shakyamuni; tuttavia unì anche elementi provenienti da altre tradizioni, come la ginnastica cinese, utile per migliorare la salute generale del corpo fisico, e gli āsana dello yoga, in preparazione alle posture per la meditazione. Tradusse inoltre buona parte della terminologia tradizionale buddista in giapponese moderno, cambiando in seguito il linguaggio per renderlo più comprensibile; una scelta paragonabile a quella di Shakyamuni, che scelse di predicare in lingua pāli piuttosto che in sanscrito, in modo che i suoi sermoni risultassero comprensibili al popolo, il quale non avrebbe potuto capire un linguaggio, qual era il sanscrito, riservato a una ristretta cerchia di individui colti.

### La visione di Asahara
Secondo la visione di Asahara, la dottrina Aum comprendeva gli insegnamenti delle tre principali scuole buddiste: Theravada, che mira all'illuminazione personale, Mahayana, il "grande veicolo", che mira ad aiutare il prossimo, e Vajrayana, il "veicolo di diamante", che comprende iniziazioni segrete, mantra segreti e meditazioni esoteriche avanzate. Nel suo libro Initiation, paragona i gradi di illuminazione descritti nello Yoga Sūtra di Patañjali all'Ottuplice Sentiero dei Buddisti, affermando che queste due tradizioni descrivono le stesse esperienze, ma con parole differenti.
Asahara è stato autore di alcuni libri, tra cui i più noti sono Mahayana-Sutra e Beyond Life and Death. I libri spiegano i processi con cui ottenere vari gradi di illuminazione descritti nelle antiche scritture e li confrontano con l'esperienza di Asahara e dei suoi seguaci. Ha anche pubblicato commenti alle antiche scritture. Oltre a tutto ciò, i seguaci di Asahara studiano i suoi sermoni dedicati a tematiche specifiche. Alcuni dei sermoni sembrano molto semplici come terminologia e trattano di argomenti comuni come l'infelicità derivante dai problemi nei rapporti interpersonali, mentre altri usano un linguaggio sofisticato trattando argomenti più consoni e interessanti a un'élite di persone colte.
Coloro che seguono la dottrina a tempo pieno studiano soprattutto i sermoni incentrati sugli aspetti, considerati, "avanzati", mentre i seguaci laici si concentrano più sugli aspetti, considerati, "letterali". Alcuni sermoni di base, non sono neanche oggetto di studio. Per esempio, per mantenere e migliorare le capacità della mente, Asahara suggeriva ai suoi seguaci di evitare informazioni di "bassa qualità" e "degradanti" come quelle trasmesse dalle riviste di intrattenimento o dai programmi comici, e di leggere invece letteratura scientifica. Questo approccio, definito "controllo dell'assunzione di informazioni", fu soggetto a numerose critiche da parte dei media.

## Struttura organizzativa
Aum affermava di applicare ai suoi studi le metodologie scientifiche più moderne, similmente a quanto accade nel sistema denominato Kogaku. In questo Sistema, ogni nuovo grado di istruzione si raggiunge solo dopo avere passato specifici esami, a imitazione dei test d'ingresso delle università giapponesi. Le pratiche meditative sono basate su studi teorici e completate da essi.
La struttura era rigidamente gerarchica. I seguaci, che tra l'altro, si dovevano spogliare dei propri averi, erano divisi in due gruppi: praticanti laici e "Samana", che costituiscono un "Sangha", od ordine monastico. I primi vivevano ancora con le loro famiglie, mentre gli altri seguivano uno stile di vita ascetico, solitamente in gruppi. La setta era guidata dallo stesso Asahara, al di sotto del quale vi sono nove vice-maestri e un migliaio di Samana.
Secondo la classificazione di Aum, un seguace deve conseguire i seguenti passaggi con la pratica religiosa: Raja Yoga, Kundalini Yoga, Mahāmudrā, Mahayana Yoga, Yoga Astrale, Yoga Causale e l'ultimo passaggio, la Realizzazione Ultima. Per diventare discepolo dovevano essere soddisfatte specifiche condizioni avvalorate da membri sangha più anziani. Per esempio la fase "Kundalini Yoga" necessitava della dimostrazione della capacità di sapere consumare una scarsa quantità di ossigeno, del mutamento delle attività elettromagnetiche del cervello, e una riduzione del battito cardiaco. Un seguace capace di dimostrare simili requisiti viene considerato degno di appartenere allo stato di "samādhi" e ottiene il titolo del suo stato e il diritto di insegnare agli altri seguaci. Ogni passaggio ha i suoi requisiti. Gli avanzamenti negli studi teorici non danno invece ai seguaci il diritto di insegnare agli altri discepoli, fatta eccezione per i fondamenti più elementari della disciplina. Secondo Asahara, l'esperienza della vera meditazione è l'unico criterio per stabilire la dignità e il merito di potere insegnare agli altri la dottrina.
Aum fece anche uso della tradizione esoterica indiana dello yoga Shaktipat, menzionata anche nei testi del Buddhismo Mahayana. Lo Shaktipat, che si crede consenta di trasmettere direttamente l'energia spirituale dal maestro al discepolo, venne praticata da Asahara stesso e dalla cerchia dei suoi discepoli più ristretti, compreso Fumihiro Joyu e Hisako Ishii. Fumihiro Joyu ideò una cerimonia simile alla disciplina Shaktipat all'inizio del XXI secolo.
Seguendo le dichiarazioni di Aum Shinrikyo, venne intrapreso un certo numero di passi che modificarono gli aspetti concernenti sia la società, che le autorità all'interno della società. Alcuni degli aspetti più controversi della dottrina vennero rimossi, ma quelli fondamentali e più generali rimasero immutati. Per questo motivo le informazioni sulla dottrina religiosa formarono una base fondamentale e rilevante nella nuova organizzazione Aleph.
Aum gestiva un Istituto di ricerca sulla scienza e la tecnologia, diverse scuole, un ospedale, una casa editrice, un'orchestra. Il patrimonio della setta nel 1995 era stimato intorno ai 400 miliardi di lire.

## Attività

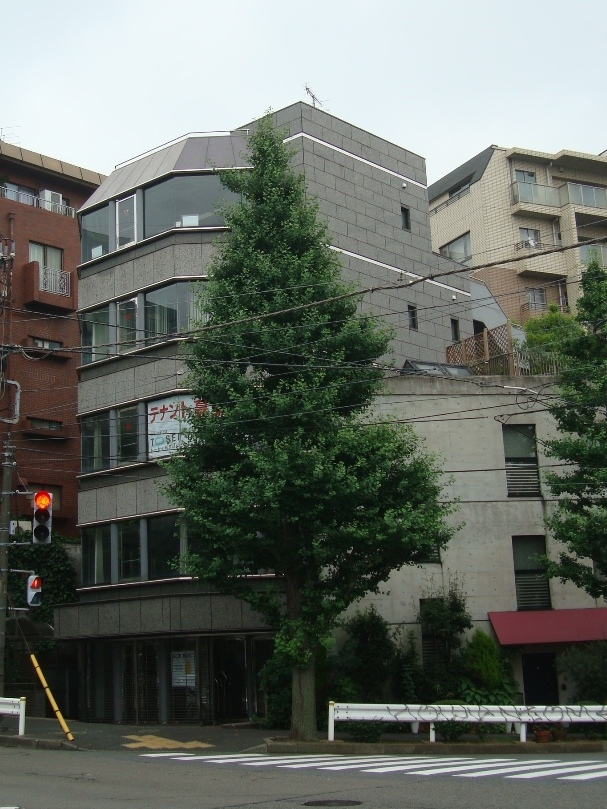
Il vecchio quartier generale di Aum Shinrikyō, sito nel quartiere Aoyama (Tokyo)

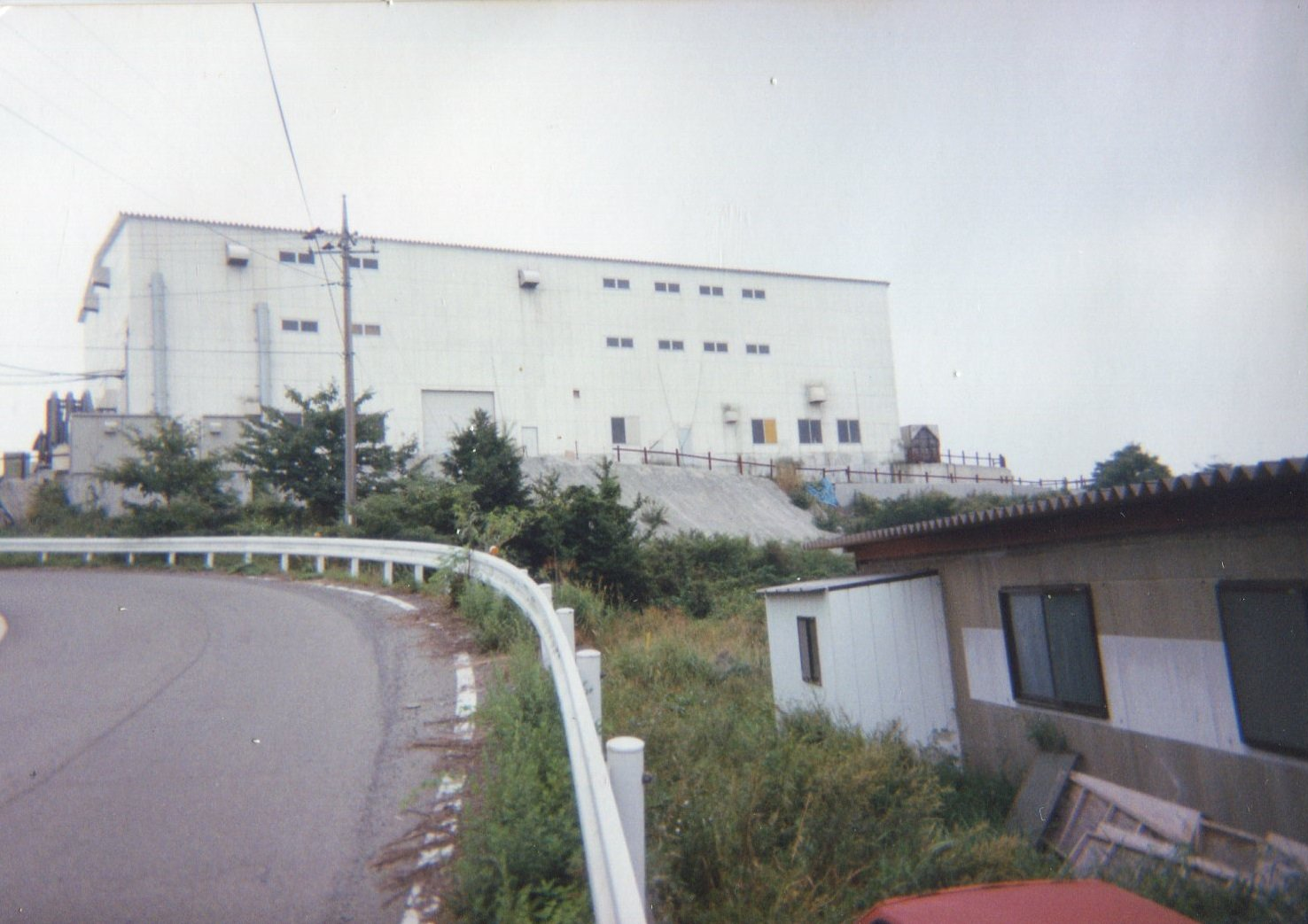
Struttura di Aum Shinrikyō a Kamikuisshiki, 8 settembre 1996

Nel 1987 il movimento venne riconosciuto ufficialmente come "gruppo religioso" dal governo giapponese. Fondato da Shōkō Asahara, il cui vero nome era Chizuo Matsumoto, nel suo appartamento nel distretto di Shibuya nel 1984. il movimento crebbe molto velocemente negli anni successivi. Divenne infatti un polo di attrazione per numerosi studenti universitari giapponesi, soprattutto dei ceti più abbienti: per questo motivo il movimento venne soprannominato "religione d'élite". Asahara si dedicò a numerose letture, durante le quali espose i suoi punti di vista sulla religione, la società e la vita e rispondeva ai quesiti postigli con una fermezza e una convinzione tali che lo resero presto un personaggio molto noto all'opinione pubblica. Il fumettista Izumi Matsumoto lo fece comparire in una scena del suo manga Sesame Street.
Asahara compì diversi viaggi e incontrò sia celebri maestri yoga che eminenti capi religiosi buddhisti come Tenzin Gyatso, il 14º Dalai Lama, e Kalu Rimpoche, patriarca della scuola tibetana di Kagyupa. Le sue attività, tese alla diffusione dei testi buddhisti, divennero oggetto di attenzione di diversi governi dell'Estremo Oriente, quali Sri Lanka, Bhutan, e il Governo tibetano in esilio con sede a Dharamsala, in India. Aum veniva considerato come una figura alquanto controversa in Giappone, e ben presto gli si attribuirono anche delle attività criminose, anche molto gravi. Fu durante questo periodo che Asahara ricevette delle rare stampe buddhiste e venne premiato con uno stupa contenente i resti del Buddha Shakyamuni.
Le attività di relazioni pubbliche di Aum comprendevano anche numerose pubblicazioni, in Giappone, dove i fumetti e i cartoni animati avevano raggiunto una popolarità e una diffusione mai avute prima, Aum cercò di legare le idee religiose ai temi più popolari contenuti nelle anime e nei manga, come missioni spaziali, armi estremamente potenti e cospirazioni segrete globali, che si opponevano alla diffusione della verità ultima. Ai seguaci veniva sconsigliato di consultare le pubblicazioni di Aum quali Enjoy the Happiness e Vajrayana Sacca, indirizzate soprattutto agli esterni alla setta; i ricercatori, in seguito, male interpretarono questo comportamento credendo che facesse parte del sistema di credenze interno ad Aum. Una delle loro più straordinarie pubblicazioni sui ninja riconduceva le origini delle arti marziali e dello spionaggio all'antica Cina e ricollegava le presunte abilità soprannaturali dei ninja a pratiche spirituali religiose, concludendo che il "vero ninja" era interessato a "mantenere la pace" in tempi di guerra.
Per impressionare i giapponesi colti e perspicaci, poco interessati a noiosi sermoni tradizionali, venivano fatti ampi riferimenti, oltre che alle basilari idee buddiste, ai racconti di fantascienza di Isaac Asimov in cui "si rappresenta una élite di scienziati spiritualmente evoluti, costretti a trasferirsi sotto terra durante un'età di barbarie per prepararsi al momento [...] in cui emergeranno per ricostruire la civiltà". In seguito dibattiti sui pre-requisiti del fattore di richiamo di Aum portarono alcuni templi buddisti tradizionali ad adattarsi allo schema dei seminari di meditazione del weekend tipico di Aum. La necessità di "modernizzare" l'approccio del Buddismo ai fedeli, divenne un punto fermo. Secondo Asahara, egli aveva bisogno di "dimostrare carisma" per attirare il pubblico moderno. In seguito a questa decisione, Aum subì un cambiamento radicale. L'Aum riformata non sembrava più un luogo elitario per la meditazione, quanto un'organizzazione in grado di attrarre una più vasta fetta della popolazione.
Interviste pubbliche, affermazioni forti e controverse, una feroce opposizione alla critica entrarono a fare parte dello stile di pubbliche relazioni di questa religione. In privato, Asahara e i suoi seguaci principali mantenevano il loro stile di vita modesto, fatta eccezione per le Mercedes corazzate regalate da un discepolo ricco preoccupato per la sicurezza stradale del suo Guru. In un filmato estremamente raro si vede Asahara in strada di fronte a un grosso clown fantoccio sorridente che gli somiglia. Non smise mai di ripetere che poco gli importava di essere ricco o famoso, ma che aveva bisogno di essere più conosciuto per attrarre quanta più gente possibile. L'intensa attività di proselitismo e pubblicità, definita 'il piano di salvezza dell'Aum', comprendeva la cura delle malattie corporee attraverso tecniche yoga in grado di migliorare la salute, la realizzazione degli obiettivi di una vita con il miglioramento dell'intelligenza e il pensiero positivo, e la concentrazione su ciò che era importante, dalle spese del divertimento all'avanzamento spirituale. Ciò poteva essere reso possibile mettendo in pratica le antiche dottrine, accuratamente tradotte dai sutra originali in lingua Pali (questi tre venivano definiti come 'triplice Salvezza'). Questi sforzi straordinari resero Aum il gruppo religioso con la maggior crescita nella storia del Giappone.

## Attacco con gas sarin, altri crimini e conseguenze

### Eventi criminosi e arresti
Il 20 marzo 1995 membri del gruppo dispersero gas sarin nella metropolitana di Tokyo, causando la morte di tredici persone e oltre 5 500 feriti; Shoko Asahara fu arrestato il 16 maggio successivo e in quel periodo furono arrestati anche altri leader del movimento con l'accusa di avere pianificato l'attentato. Dopo le indagini emersero altri crimini compiuti da membri di Aum, soprattutto l'attacco con il sarin avvenuto nel 1994 a Matsumoto, in cui persero la vita sette persone e 144 rimasero ferite. Furono accusati anche di numerosi altri omicidi, alcuni dei quali incenerendo i nemici in un forno a microonde; si ritiene che abbiano ucciso due membri di Aum Shinrikyo, tra cui il seguace Shuji Taguchi che tentava di lasciare il gruppo; uccisero inoltre nel 1989 l'avvocato Tsutsumi Sakamoto, la moglie Satoko e il figlio di tre anni Tatsuhiko, quale vendetta per i discorsi in pubblico dello stesso Sakamoto.

### Ipotesi sui motivi dei crimini
Le ragioni per le quali un piccolo circolo abbia commesso tali atrocità e i motivi del coinvolgimento di Asahara sono rimasti poco chiari, tuttavia vi sono diverse teorie per spiegare gli eventi. I procuratori sostennero che Asahara aveva ottenuto informazioni riservate sulle attività della polizia, in particolare piani per condurre ispezioni simultanee in tutte le strutture giapponesi dell'Aum. L'attacco alla metropolitana, secondo questa teoria, era un tentativo di sviare l'attenzione della polizia, mentre in realtà fu causa di enormi problemi (inizialmente la polizia ipotizzò che fosse l'inizio di un fallito tentativo da parte di Shoko Asahara di divenire imperatore del Giappone).
La difesa invece sostenne che Asahara non era a conoscenza degli eventi, basandosi sulle sue condizioni di salute, che stavano peggiorando. Poco dopo il suo arresto, Asahara abbandonò il posto di capo dell'organizzazione e da allora mantenne il silenzio, rifiutandosi di comunicare anche con i suoi legali e con i familiari.

### Sentenze dei processi
Il processo, battezzato "il giudizio del secolo" dalla stampa, stabilì la colpevolezza di Asahara nell'avere ideato e progettato l'attentato e nel febbraio 2004 lo condannò alla pena capitale assieme ad altri membri anziani implicati, tra i quali Masami Tsuchiya. Il giudizio passò quindi in grado di appello presso l'Alta Corte. La sentenza di Asahara fu collegata all'omicidio di un totale di 27 persone in 13 diversi episodi. Molti credono che il processo non fosse riuscito a stabilire la verità nascosta dietro agli eventi.
La prima serie di processi si concluse nel 2011 e i provvedimenti più drastici furono tredici condanne a morte, compresa quella di Asahara. La legge giapponese prevede che si proceda all'esecuzione della condanna a morte quando tutti i complici sono stati processati, e l'arresto nel 2012 di tre nuovi membri del gruppo, che portò il numero totale degli imputati a 192, fece quindi slittare l'esecuzione. Uno di questi tre nuovi arrestati fu Katsuya Takahashi, coinvolto nella strage della metropolitana e in altri eventi criminosi del gruppo. Con la fine del processo di appello per i tre nuovi imputati nel gennaio 2018 fu confermata la condanna all'ergastolo per Takahashi, ponendo fine alla serie di processi che durò oltre vent'anni e dando il via alle procedure per l'esecuzione delle condanne a morte, che si sono concluse il 26 luglio 2018.

### Rifondazione del movimento, scissioni e ramificazioni all'estero
Il gruppo ha continuato a operare in Giappone, ma è passato attraverso parecchie trasformazioni dopo l'arresto di Asahara e il processo. Nell'ottobre del 1995 fu tolto lo status legale di entità religiosa a Aum Shinrikyo, del quale all'inizio del 1996 fu dichiarata la bancarotta e poco dopo le sue strutture vicino al Fuji dove era stato prodotto il sarin furono rase al suolo. I suoi membri poterono continuare a operare in virtù della Costituzione che prevede la libertà religiosa. Il gruppo fu dichiarato terrorista negli Stati Uniti e fuorilegge in Russia, dove aveva raggiunto i 30 000 affiliati, ma il tentativo di metterlo fuorilegge in Giappone fu respinto dalla Commissione di esamina della Pubblica Sicurezza nel gennaio 1997. Negli anni successivi, malgrado le paure e la diffidenza della popolazione, Aum Shinrikyo poté quindi nuovamente espandersi finanziandosi soprattutto grazie alla rete di negozi dei suoi affiliati, che vendettero computer assemblati artigianalmente da volontari, e collezionando offerte nelle riunioni da nuovi adepti.
In seguito fu annunciato che i testi religiosi collegati alla controversa dottrina Buddista Vajrayana in cui, secondo le autorità, si "giustificava l'omicidio", erano stati rimossi dalla dottrina del gruppo, che nel 1999 si scusò per l'attacco con il gas sarin e istituì uno speciale fondo di compensazione per le vittime. Le pubblicazioni provocatorie e le attività criminose che avevano sconvolto la popolazione durante i tempi di Aum cessarono, ma i timori e lo scetticismo dei giapponesi rimasero, anche perché queste novità furono decise dopo l'approvazione della Camera dei deputati di una legge che avrebbe permesso un controllo più stretto di gruppi implicati in omicidi di massa. Secondo i familiari delle vittime, fu il timore per la promulgazione della legge a indurre i vertici di Aum a scusarsi per gli omicidi.
Il gruppo fu per un periodo capeggiato da sei membri anziani (il cosiddetto Chorobu), i quali nel 1999 trasferirono il potere decisionale a Fumihiro Joyu, un vecchio membro carismatico del gruppo ai tempi di Asahara, all'arresto del quale era diventato il portavoce di Aum. Nel 2000 il gruppo fu ribattezzato Aleph sotto la guida di Joyu, le cui tendenze e i cambiamenti mirati all'attenuazione della tensione sociale non portarono un immediato incremento dei seguaci di Aleph, ma causarono un disaccordo interno con la fazione radicale ancora strettamente legata agli insegnamenti di Asahara. Nel luglio 2001 fu arrestato in Russia un gruppo di membri russi di Aum accusati di progettare un attentato al palazzo imperiale di Tokyo e di volere liberare Asahara per portarlo in Russia.
Secondo l'Agenzia Investigativa di Pubblica Sicurezza, nel dicembre del 2005 il gruppo era diviso da una disputa riguardo al suo futuro; un consistente numero di membri, inclusi quelli anziani, avrebbero voluto mantenere l'organizzazione nei limiti del possibile vicina alla struttura precedente al 1995. Joyu e la sua fazione numericamente più ampia seguirono invece una via più mite, mirata alla riconciliazione con la società. Questioni come quella se mantenere o meno i ritratti di Asahara rimasero punti chiave della discordia. La fazione fondamentalista rifiutò costantemente di adeguarsi alle decisioni di Joyu, ed è accertato che hanno cercato di influenzare i simpatizzanti per non farli comunicare con Joyu, che comunque rimase il leader ufficiale del gruppo.
Nel 2007 vi fu la scissione da Aleph di Joyu e del suo gruppo, che prese il nome Hikari no wa, letteralmente 'Circolo della luce'. Joyu sostenne che i radicali dell'Aleph erano manipolati da membri della famiglia di Asahara, per il quale provava comunque simpatia e comprensione dei motivi che lo spinsero a scegliere la strada della violenza. Sostenne inoltre di essersi pentito di avere difeso Asahara all'indomani della tragedia di Tokyo, nella quale non fu implicato. Malgrado considerasse Hikari no wa una scuola di filosofia anziché una fazione religiosa e avesse fatto rimuovere dalle sedi le immagini di Asahara, rimase grande scetticismo anche sul nuovo gruppo.
Nel gennaio del 2015 le autorità giapponesi confermarono che Aleph e Hikari no wa sarebbero rimasti sotto stretto controllo per altri tre anni. Secondo i servizi segreti giapponesi, quello stesso anno altri 30 membri lasciarono Aleph e formarono un ulteriore gruppo. Nell'aprile 2016 le autorità russe annunciarono di avere incriminato i membri dei gruppi russi e furono fatte perquisizioni per confiscare materiale compromettente a Mosca e San Pietroburgo. Nel settembre successivo Aum Shinrikyo fu dichiarato fuorilegge in Russia come organizzazione terroristica. Agli inizi del 2018 fu stimato che i tre gruppi ex Aum contassero in totale su circa 1 650 membri in Giappone e 460 in Russia. I servizi segreti del Giappone hanno considerato i tre gruppi come una singola entità impegnata a diffondere il pensiero di Asahara.

## "Legge per la sorveglianza di Aum": sotto pressione
Nel gennaio del 2000 il gruppo fu posto sotto sorveglianza per un periodo di tre anni. Nel gennaio del 2003 la PSIA ha ricevuto il permesso di estendere la sorveglianza per altri tre anni. Secondo un'inchiesta di Religious News Blog pubblicata nell'aprile del 2004, il governo continua a considerare Aum "una minaccia per la società".
Nel gennaio del 2006 la PSIA riesce a estendere il mandato di sorveglianza per altri tre anni. Nonostante i cambiamenti dottrinali e l'esclusione dei testi del Vajranya, la PSIA richiese, all'agenzia stessa, sia un aumento della sorveglianza che un incremento di fondi. Periodicamente il corpo investigativo invia comunicati che sostengono che i testi incriminati sono ancora in vigore, e che il pericolo rimane, come pure Asahara rimane la loro guida. I capi del nuovo movimento religioso Aleph, nato sulle ceneri del precedente, per evitare fraintendimenti che possano condurre a qualche forma di censura, aumento della sorveglianza o a qualche incriminazione, inseriscono accuratamente passaggi in qualsiasi comunicazione pubblica, comprese nelle canzoni del karaoke.

## Presenza all'estero
Aum Shinrikyo possiede parecchie sezioni estere: in Sri Lanka, a New York, Stati Uniti e a Bonn, in Germania. Il gruppo ha diverse sezioni a Mosca, in cui, fino al 1995 il movimento contava circa 30.000 membri.

## Riferimenti nella cultura di massa
Libri, documentari e fiction che tentano di spiegare il fenomeno Aum divennero best seller non solo in Giappone, ma anche oltreoceano. Ecco qualche esempio:
- La trama del manga 20th Century Boys di Naoki Urasawa ha forti analogie con alcuni eventi legati alla Setta.
- Shogo Amakusa, capo dei rinnegati Cristiani nell'Arca Cristiana dell'anime Rurouni Kenshin, assomiglia a Shōkō Asahara.
- Gli Agoraphobic Nosebleed nei loro album si sono riferiti diverse volte ad Aum Shinrikyo: in particolare in Altered States of America, vi sono parecchie tracce dedicate alla liberazione di Shoko Asahara.
- I documentari A e A2, del regista Tatsuya Mori, che illustrano la vita quotidiana dei membri di Aleph, hanno provocato incredulità nei pochi giapponesi che hanno potuto assistere alle poche proiezioni: incapaci di credere a quello che vedevano, alcuni lo accusarono addirittura di avere usato attori professionisti, "per sistemare le cose".[35]
- Il libro Underground, un saggio di Haruki Murakami consistente prevalentemente in interviste alle vittime dell'attacco alla metropolitana con il sarin, evita deliberatamente di dare risposte definitive. Murakami inoltre si scusa con i suoi lettori giapponesi che potrebbero "fraintenderlo".
- Nel 6° numero del manga GTO - Great Teacher Onizuka nelle pagine 6/7 il protagonista, il professor Onizuka, ironizza sulle pratiche dei seguaci della setta Aum, auto-infliggendosi una dolorosa penitenza che consiste nel sopportare il peso di blocchi rettangolari da 10 tonnellate l'uno.
- Il primo racconto (Okinawa) del romanzo di David Mitchell, Nove gradi di libertà (1999), narra la vicenda di un membro di una setta millenarista, soprannominato Quasar che, dopo avere effettuato un attentato con uso di gas, nella metropolitana di Tokyo, fugge sull'isola di Okinawa. Si tratta di una ricostruzione della psiche alterata di una persona che nonostante abbia assistito alle depravazioni dei capi della setta, e al ripudiare, non appena arrestati, dei principi che venivano affermati fino a un attimo prima, continua ad avere fiducia in loro e aspetta di essere liberato tramite un teletrasporto psichico, da parte del leader supremo (Sua Serendipità), anche dopo averlo visto trasportare in prigione e rinnegare tutti i suoi accoliti. Nel racconto viene anche spiegato che gli attentati sarebbero stati un inizio della purificazione del mondo, mediante l'eliminazione dei non eletti (in pratica quasi tutta la popolazione mondiale).
- Nell'anime Digimon Adventure, la prima comparsa dei Digimon sulla Terra avviene presso la stazione Hikarigaoka della metropolitana di Tokyo. Si tratta di un chiaro riferimento all'attentato del 20 marzo 1995.[senza fonte]